# Square des Batignolles

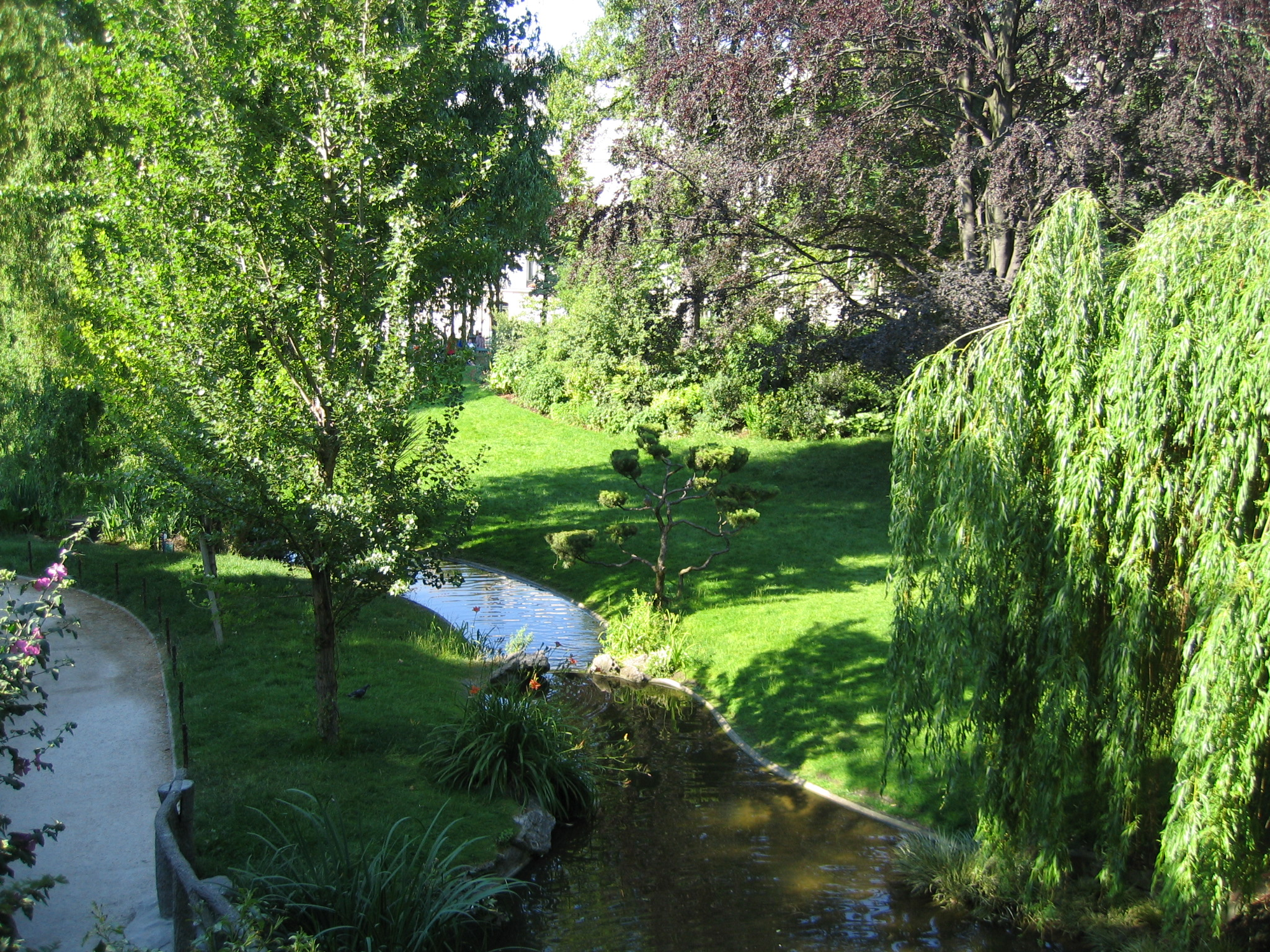
Square des Batignolles, Quartier des Batignolles, Paris.

Der Square des Batignolles, 1862 vom Ingenieur Jean-Charles Alphand geschaffen, befindet sich im 17. Arrondissement in Paris. Er ist einer von 24 unter Präfekt Georges-Eugène Haussmann errichteten Parks.

## Entstehung
Im Jahr 1835 wurde aus einem als Lagerplatz dienenden Grundstück ein öffentlicher Platz: La Place de la Promenade. Dieser diente als Treffpunkt der Bewohner der zu dem Zeitpunkt noch unabhängigen Kommune Batignolles. Am ersten Januar 1860 wurde Batignolles der Stadt Paris angeschlossen. Im Zuge der Errichtung mehrerer neuer Parks und Gärten in Paris unter Napoléon III. wurde aus dem öffentlichen Platz dann der Square des Batignolles. 1894 wurde der Park noch einmal erweitert und erreichte seine heutige Größe.

## Der Park heute
Im Park befindet sich ein Wasserlauf, der in einem kleinen See endet. In der Mitte des Sees erhebt sich das „Les Vautours“ (zu deutsch: Die Geier) genannte Kunstwerk von Louis de Monard. Außerdem befindet sich im Square des Batignolles die Büste des französischen Dichters Léon Dierx.
Besonders beeindruckend sind die vier großen Platanen, die 1840 und 1880 gepflanzt wurden und zwischen 32 und 38 Meter hoch sind, bei einem Umfang von fast 6 Metern.
1996 wurde ein Glaspavillon errichtet, der einen Zitrusbaum beherbergt. Gleichzeitig bietet er Platz für Kunstinstallationen. Seit 2014 gibt es Wechselausstellungen.
Neben den vier Spielflächen für Kinder in den Ecken des Parks gibt es viele Bänke, die zum Erholen einladen. Die Spielflächen bieten die unterschiedlichsten Aktivitäten: Es gibt die Möglichkeit Tischtennis oder Tischfußball zu spielen, außerdem gibt es einen Spielplatz, einen Sandkasten und eine kleine gepflasterte Strecke für Inlineskater. Das Karussell, die Schaukeln und die Minikartbahn sind kostenpflichtig. Ein Crêpe-Stand lädt zum gemütlichen Picknick ein.

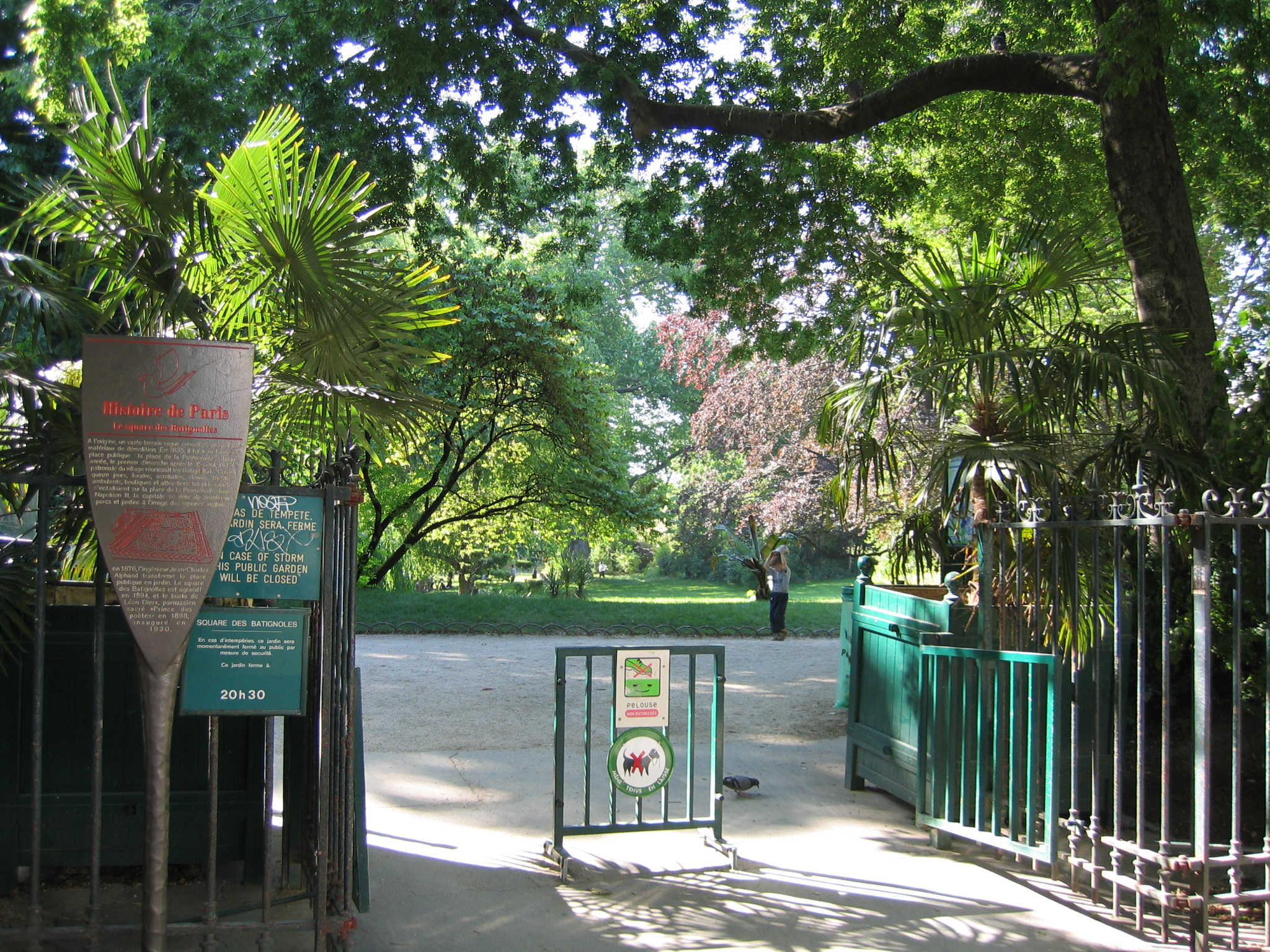
Südöstlicher Eingang des Parks

Der Hauptweg, der von seinem Ende an der Rue Cardinet bis zum Ausgang Richtung Kirche Sainte-Marie des Batignolles reicht, heißt nach der französischen Chanson-Sängerin Barbara „Allée Barbara“. Perlimpinpin, eines ihrer Lieder, bezieht sich auf den Square des Batignolles:
Pour retrouver le goût de vivre
Le goût de l'eau, le goût du pain
Et celui du Perlimpinpin
Dans le square des Batignolles!
An seiner Südwestseite wird der Park von den zum Gare Saint-Lazare führenden Gleisen begrenzt. Der Place Charles Fillion bildet die Südost- und Nordostgrenze. Die Rue Cardinet verläuft am Nordwestende des Parks.
Wie alle Parks und Gärten in Paris ist auch der Square des Batignolles nachts geschlossen. In den Wintermonaten schließt er um 18:00 Uhr. In den Sommermonaten ist er bis 20:30 Uhr offen. Morgens ist der Park ab 7:30 Uhr für die Besucher geöffnet. Geschlossen bleibt der Park auch im Falle heftigen Windes.
Die nächstgelegene Metrostation ist Brochant, die auf der Linie 13 in Richtung Asnières-Gennevilliers liegt. Noch näher liegt die Station Pont Cardinet, die mit dem Transilien von Saint-Lazare oder aus einigen westlichen Vororten (darunter Asnières-sur-Seine, Clichy-Levallois und Nanterre) zu erreichen ist.

## Trivia
Schülerinnen und Schülern sind sowohl das Quartier des Batignolles als auch der Square durch mehrfache Erwähnung im Schulbuch Découvertes Série jaune, Bd. 1 des Ernst Klett Verlages bekannt. Insbesondere der Crêpes-Stand und dort angebotene Produkte sind Teil einer Schulbuchlektion (unité 5).